# ク語法
ク語法（クごほう）とは、日本語において、用言の語尾/接尾辞に「～く」を付けて「～（する）こと/ところ/もの」という意味の名詞を作る語法（一種の活用形）である。ほとんどの場合、用言に形式名詞「コト」を付けた名詞句と同じ意味になると考えてよいが、記紀歌謡などにおいては「モノ」の意味で現れているとおぼしき例も見られる。

## 概要
上代（奈良時代以前）に使われた語法であるが、後世にも漢文訓読において「恐るらくは」（上二段ないし下二段活用動詞「恐る」のク語法、またより古くから存在する四段活用動詞「恐る」のク語法は「恐らく」）、「願はく」（四段活用動詞「願ふ」）、「曰く」（いはく、のたまはく）、「すべからく」（須、「すべきことは」の意味）などの形で、多くは副詞的に用いられ、現代語においてもこのほかに「思わく」（「思惑」は当て字であり、熟語ではない）、「体たらく」、「老いらく」（上二段活用動詞「老ゆ」のク語法「老ゆらく」の転）などが残っている。

## 研究史
ク語法は江戸時代末ごろから明治時代にかけては、いわゆる「延言」のひとつと考えられており、戦前は「カ行延言」の呼称が用いられる事が多かった。特異な形態を持つ事から、専ら語源に関する研究ばかりである。延言ではないことに気付いた系列の研究では、まず接辞のクとラクを設定して考察するタイプと、アクを設定するタイプとがあり、現代では後者が有力と考えられている。
一方、20世紀後半からは構文的価値についての考察が増え、漢文訓読における用法がまず研究の俎上に挙げられた。和文体においては橋本四郎、ついで信太知子による構文的研究があり、ク語法名詞節を支配する述部との関係や、中古の名詞節との比較が行われ、その表現価値が徐々に明らかになりつつある。
しかし、ク語法の用例は上代語においてすでに類型的なものが増え、生産性が失われつつあるのであって、研究に耐えるだけの数を抽出する事は難しい。今後の研究方針として、中古和文作品でできるかぎり善本が手に入るものにおいて名詞節（形式名詞を用いるもの、準体言によるものなど）の用例と上代のク語法名詞節の用例を語彙的に比較することが求められる。

## 形式
形の上では、
- 四段・ラ変活用では未然形につく（「いふ」に対して「いはく」）
- その他の動詞型活用では終止形に「らく」を付けた形となる（「す」に対して「すらく」）
- 他に類例のない活用形につく
  - 形容詞型活用では「けく」の形となる（「安し」に対して「安けく」）
  - 打ち消しの助動詞「ず」にあっては、「なく」の形となり、「なくに」の形で使われることが多い。ちなみに、最後に付く「に」については、終助詞説、格助詞説、断定の助動詞「なり」説、接続助詞説などがあって、決着を見ていない。にても、ずの古形は[にす]、[に]はぬの連用形、[す]は動詞のす、すなわち「なく」は「ぬ」の未然形「な」＋「く」にてある。
  - 過去の助動詞「き」では「しく」の形となる（「申しき」に対して「申ししく」）

となり、用言によって活用語尾が一貫していないように見える。

## 起源
本来は用言の連体形に名詞「あく」が後続したものとされ、この「あく」は「あくがる」（心が元の所（あく）から離れていく（かる）という意味、現代語の「あこがれる」）にしか見られないが、「こと」「ところ」を表す形式名詞であったと推定される。奈良時代以前の日本語には、特色として母音の連続を嫌う発音上の習慣が見られるので、用言に名詞「あく」が接続し、連続する母音が融合したものとされる。よって、融合した状態を活用語尾と見ると上記のように活用語尾が一貫しないように見えるが、名詞「あく」を想定することで、1例のほかは全て統一的に説明できる。
- 四段活用動詞「いふ」の場合、未然形+「く」ではなく、連体形「いふ」+「あく」で「いはく」となる
ifu + aku → ifuaku → ifaku）
- サ変活用動詞「する」の場合、終止形+「らく」ではなく、連体形「する」+「あく」で「すらく」となる
suru + aku → suruaku → suraku
- 形容詞「安し」の場合、連体形「安き」+「あく」で「安けく」となる
yasuki + aku → yasukiaku → yasukeku
- 打ち消しの助動詞「ず」の場合、連体形「ぬ」+「あく」で「なく」となる
nu + aku → nuaku → naku

これで説明が出来ない唯一の例外は回想の助動詞である「き」で、本来なら連体形「し」+「あく」で「せく」となるはずである（si + aku → siaku → seku）が、「しく（siku）」となる例である。これは、「き」の連体形「し」の発音が、本来はイ列乙類の母音（ï）であり、乙類母音イの次に母音アは続かない例であったために起こったことで、この場合は「あく」と同じく「事」や「場所」を表す接尾語「く」（何処（いづく）の「く」）が接続したものであるとされる（sï + ku → sïku → siku）。

## 誤用
ク語法は平安時代以降には化石化して実体がわかりにくくなったので、誤用が多数発生した。
例えば、「惜しむらく」はよく使われるが、「惜しむ」は四段活用動詞だから、「惜しまく」（osimu + aku）が正しい。「惜しむらく」の語形は、-aku に関する語源意識が失われて以降、漢文訓読等に見られる「おそるらく」（osoruru + aku）等を「恐る（終止形）＋らく」等とする異分析が生じ、この「らく」が類推によって他語にも広がったものとされる（なお、「おそるらく」自体は後に音の摩滅によって「おそらく」となった）。「望むらく」や「疑うらく」等も同様に本来の形は「望まく」、「疑はく」である。
また「安けし」というのは「安し」のク語法「安けく」を連用形と誤認し、形容詞として逆成したものである。形容動詞語幹「安らか」「さやか」を形容詞化して「安らけし」「さやけし」とする語法があり、これからの類推による。
「願わくば」も本来の形は「願わくは」である。